# Кроазиј (Ер и Лоар)
Кроазиј (фр. Croisilles) насеље је и општина у централној Француској у региону Центар (регион), у департману Ер и Лоар која припада префектури Дре.
По подацима из 2011. године у општини је живело 468 становника, а густина насељености је износила 81,82 становника/km². Општина се простире на површини од 5,72 km². Налази се на средњој надморској висини од 125 метара (максималној 135 m, а минималној 104 m).

## Демографија
| 1962. | 1968. | 1975. | 1982. | 1990. | 1999. | 2011. |
| ----- | ----- | ----- | ----- | ----- | ----- | ----- |
| 122   | 144   | 162   | 243   | 271   | 383   | 468   |

График промене броја становника у току последњих година